# Marcòus
Marcols-les-Eaux és un municipi francès situat al departament de l'Ardecha i a la regió d'Alvèrnia-Roine-Alps. L'any 2007 tenia 330 habitants.

## Demografia

### Població
El 2007 la població de fet de Marcols-les-Eaux era de 330 persones. Hi havia 115 famílies de les quals 40 eren unipersonals (20 homes vivint sols i 20 dones vivint soles), 47 parelles sense fills, 24 parelles amb fills i 4 famílies monoparentals amb fills.
La població ha evolucionat segons el següent gràfic:
Habitants censats

### Habitatges
El 2007 hi havia 269 habitatges, 109 eren l'habitatge principal de la família, 143 eren segones residències i 17 estaven desocupats. 238 eren cases i 31 eren apartaments. Dels 109 habitatges principals, 83 estaven ocupats pels seus propietaris, 23 estaven llogats i ocupats pels llogaters i 4 estaven cedits a títol gratuït; 1 tenia una cambra, 7 en tenien dues, 24 en tenien tres, 25 en tenien quatre i 53 en tenien cinc o més. 52 habitatges disposaven pel capbaix d'una plaça de pàrquing. A 57 habitatges hi havia un automòbil i a 34 n'hi havia dos o més.

### Piràmide de població
La piràmide de població per edats i sexe el 2009 era:
| Homes | Edats   | Dones |
| ----- | ------- | ----- |
| 0     | 95 o +  | 4     |
| 4     | 90 a 94 | 4     |
| 0     | 85 a 89 | 20    |
| 4     | 80 a 84 | 4     |
| 12    | 75 a 79 | 32    |
| 16    | 70 a 74 | 8     |
| 24    | 65 a 69 | 24    |
| 4     | 60 a 64 | 4     |
| 4     | 55 a 59 | 8     |
| 24    | 50 a 54 | 8     |
| 4     | 45 a 49 | 0     |
| 8     | 40 a 44 | 0     |
| 4     | 35 a 39 | 8     |
| 12    | 30 a 34 | 20    |
| 4     | 25 a 29 | 4     |
| 0     | 20 a 24 | 4     |
| 4     | 15 a 19 | 4     |
| 0     | 10 a 14 | 4     |
| 8     | 5 a 9   | 8     |
| 12    | 0 a 4   | 0     |

## Economia
El 2007 la població en edat de treballar era de 126 persones, 74 eren actives i 52 eren inactives. De les 74 persones actives 71 estaven ocupades (36 homes i 35 dones) i 3 estaven aturades (2 homes i 1 dona). De les 52 persones inactives 42 estaven jubilades, 3 estaven estudiant i 7 estaven classificades com a «altres inactius».

### Ingressos
El 2009 a Marcols-les-Eaux hi havia 97 unitats fiscals que integraven 198 persones, la mediana anual d'ingressos fiscals per persona era de 15.599 €.

### Activitats econòmiques
Dels 14 establiments que hi havia el 2007, 1 era d'una empresa de fabricació d'altres productes industrials, 1 d'una empresa de construcció, 1 d'una empresa de comerç i reparació d'automòbils, 2 d'empreses de transport, 4 d'empreses d'hostatgeria i restauració, 1 d'una empresa d'informació i comunicació, 1 d'una empresa financera, 2 d'entitats de l'administració pública i 1 d'una empresa classificada com a «altres activitats de serveis».
Dels 3 establiments de servei als particulars que hi havia el 2009, 1 era una oficina de correu, 1 taller de reparació d'automòbils i de material agrícola i 1 fusteria.
L'any 2000 a Marcols-les-Eaux hi havia 9 explotacions agrícoles que ocupaven un total de 324 hectàrees.

## Equipaments sanitaris i escolars
El 2009 hi havia una escola elemental integrada dins d'un grup escolar amb les comunes properes formant una escola dispersa.

## Poblacions més properes
El següent diagrama mostra les poblacions més properes.